# Dermateaceae
Famille
La famille des Dermataceae est une famille de champignons de l’ordre des Helotiales.

## Liste des genres
Selon Catalogue of Life (27 juillet 2017) :
- genre Actinoscypha
- genre Aivenia
- genre Ankistrocladium
- genre Arctomollisia
- genre Ascluella
- genre Belonium
- genre Belonopsis
- genre Blumeriella
- genre Briardia
- genre Bulbomollisia
- genre Bulgariastrum
- genre Calloria
- genre Calloriella
- genre Callorina
- genre Calycellinopsis
- genre Casaresia
- genre Cashiella
- genre Cejpia
- genre Cenangella
- genre Chaetonaevia
- genre Chlorosplenium
- genre Coleosperma
- genre Collonaemella
- genre Corniculariella
- genre Cornularia
- genre Coronellaria
- genre Crustula
- genre Cryptohymenium
- genre Cryptosporiopsis
- genre Dennisiodiscus
- genre Dermatea
- genre Dermatella
- genre Dermateopsis
- genre Dermatina
- genre Dermea
- genre Dibeloniella
- genre Diplocarpa
- genre Diplocarpon
- genre Diplonaevia
- genre Discocurtisia
- genre Drepanopeziza
- genre Duebenia
- genre Ephelina
- genre Eupropolella
- genre Excipula
- genre Fabraea
- genre Felisbertia
- genre Gloeosporidiella
- genre Gloeosporium
- genre Graddonia
- genre Haglundia
- genre Hysteronaevia
- genre Hysteropeziza
- genre Hysteropezizella
- genre Hysterostegiella
- genre Involucroscypha
- genre Laetinaevia
- genre Leptopeziza
- genre Leptotrochila
- genre Marssonia
- genre Marssonina
- genre Melachroia
- genre Merostictis
- genre Microgloeum
- genre Micropeziza
- genre Mollisia
- genre Mollisiella
- genre Naevala
- genre Naeviella
- genre Naeviopsis
- genre Neofabraea
- genre Neotapesia
- genre Nimbomollisia
- genre Niptera
- genre Nothophacidium
- genre Obtectodiscus
- genre Ocellaria
- genre Odontoschizon
- genre Patellariopsis
- genre Patinella
- genre Pezicula
- genre Pezolepis
- genre Phaeangium
- genre Phaeonaevia
- genre Phloeosporella
- genre Phlyctema
- genre Pirottaea
- genre Pleoscutula
- genre Ploettnera
- genre Podophacidium
- genre Pseudonaevia
- genre Pseudopeziza
- genre Pyrenopeziza
- genre Pyrenotrochila
- genre Rhizodermea
- genre Sarconiptera
- genre Schizothyrioma
- genre Scutobelonium
- genre Scutomollisia
- genre Sorokina
- genre Sorokinella
- genre Spilopodia
- genre Spilopodiella
- genre Trichobelonium
- genre Trichodiscus
- genre Trochila
- genre Tuberculariella
- genre Waltonia

Selon ITIS (27 juillet 2017) :
- genre Blumeriella J. A. Von Arx
- genre Catinella Boud., 1907
- genre Dermea E. M. Fries
- genre Diplocarpon F. A. Wolf, 1912
- genre Micropera Leveille, 1846
- genre Micula
- genre Mollisia (Fries) Karsten, 1871
- genre Pezicula L. R. & C. Tulasne, 1865
- genre Propolis (E. M. Fries) Corda, 1838
- genre Pseudopeziza Fuckel, 1870
- genre Pycnopeziza White & Whetzel, 1938

Selon NCBI (1 juin 2013) :
- genre Blumeriella
- genre Calycellinopsis
- genre Dermea
- genre Diplocarpon
- genre Discohainesia
- genre Marssonina
- genre Mollisia
- genre Naevala
- genre Neofabraea
- genre Oculimacula
- genre Patinella
- genre Pezicula
- genre Pseudopeziza
- genre Pyrenopeziza
- genre Scleropezicula
- non-classé mitosporic Dermateaceae
  - genre Cryptosporiopsis
  - genre Cylindrosporium
  - genre Helgardia
  - genre Trichosporiella